# Joseph Albert Alberdingk Thijm
Joseph Albert Alberdingk Thijm (ur. 13 sierpnia 1820 w Amsterdamie, zm. 17 marca 1889 tamże) – holenderski pisarz i teoretyk sztuki.

## Życiorys
Ukończył studia w Amsterdamie. Wydawał i redagował czasopisma, założył m.in. miesięcznik artystyczny „Dietsche Warande” (Ogród Niderlandzki). Pracował jako krytyk teatralny, w 1876 został profesorem Akademii Sztuk Pięknych w Amsterdamie. Pisał historyczne nowele inspirowane średniowiecznymi dziejami chrześcijaństwa, humorystyczne opowiadania, a także utwory poetyckie inspirowane twórczością Bilderdijka i angielskich romantyków, m.in. zbiór Legenden en Fantaziëen (Legendy i Fantazje) z 1847. Ważną rolę w jego twórczości i działalności odgrywał zagorzały katolicyzm. Był czołowym przedstawicielem romantycznej odnowy literackiej w Holandii i pionierem kulturowej emancypacji katolików. Napisał też wiele prac krytycznych na tematy społeczno-polityczne.